# Samantha van Diemen
Samantha van Diemen (Leiden, 28 januari 2002) is een Nederlands voetbalspeelster. Ze speelt als verdediger voor AS Roma in de Serie A

## Clubcarrière
Van Diemen begon te voetballen bij UVS in Leiden. Ze kwam daarna aanvankelijk uit voor het team van CTO Amsterdam,. Toen dat in 2018 door de KNVB werd opgeheven, speelde ze in het Ajax Talenteam. In 2019 tekende ze een contract voor de hoofdmacht van de Ajax Vrouwen. Op 25 oktober van dat jaar viel ze in de tweede helft van de wedstrijd tegen Heerenveen om de Eredivisie Cup in voor de geblesseerde Liza van der Most. In de zomer van 2021 stapte ze over naar Feyenoord, dat in het seizoen 2021/22 debuteerde met een Eredivisie-elftal. Van 2022 tot 2024 speelde ze voor Fortuna Sittard. In de zomer van 2024 stapte Van Diemen over naar het Schotse Glasgow City. Na een seizoen vertrok ze naar AS Roma, actief in de Serie A.

## Statistieken
| Seizoen | Club             | Land      | Competitie                      | Wedstrijden | Doelpunten |
| ------- | ---------------- | --------- | ------------------------------- | ----------- | ---------- |
| 2019/20 | Ajax             | Nederland | Eredivisie                      |             |            |
| 2020/21 | Ajax             | Nederland | Vrouwen Eredivisie              | 12          | 1          |
| 2021/22 | Feyenoord        | Nederland | Vrouwen Eredivisie              | 13          | 1          |
| 2022/23 | Fortuna Sittard  | Nederland | Vrouwen Eredivisie              | 20          | 0          |
| 2023/24 | Fortuna Sittard  | Nederland | Vrouwen Eredivisie              | 17          | 0          |
| 2024/25 | Glasgow City LFC | Schotland | Scottish Women's Premier League | 32          | 3          |
| 2025/26 | AS Roma          | Italië    | Serie A                         | 0           | 0          |
| Totaal  | Totaal           | Totaal    | Totaal                          | 104         | 5          |

Laatste update: 11 juli 2024

## Interlandcarrière
Op 25 januari 2020 speelde Van Diemen met Oranje O18 tegen Noorwegen O18 haar eerste interland. Op 29 november 2021 maakte ze, als eerste speelster van Feyenoord ooit, haar debuut voor het Nederlands elftal in een vriendschappelijke wedstrijd tegen Japan.
In 2025 besloot Van Diemen voor een interlandcarrière te gaan als speelster van de Dominicaanse Republiek. Ze maakte haar debuut in een met 4-2 gewonnen vriendschappelijke wedstrijd tegen Honduras.